# Bener (Tegalrejo, Yogyakarta)
Bener is een bestuurslaag in het regentschap Jogjakarta van de provincie Jogjakarta, Indonesië. Bener telt 4916 inwoners (volkstelling 2010).